# Lillian Russell (film, 1940)
Pour plus de détails, voir Fiche technique et Distribution.
Lillian Russell est un film musical américain en noir et blanc réalisé par Irving Cummings, sorti en 1940

## Synopsis
La biographie romancée de Lillian Russell (1860-1922), une chanteuse de variétés, considérée comme l'un des sex-symbol de son époque.

## Fiche technique
- Titre original : Lillian Russell
- Titre français : Le Roman de Lillian Russell
- Réalisateur : Irving Cummings
- Directeur de production : Darryl F. Zanuck (non crédité) et Gene Markey (en) producteur associé
- Société de production et de distribution : Twentieth Century Fox
- Scénario : William Anthony McGuire
- Directeur de la photographie : Leon Shamroy
- Montage : Walter Thompson
- Direction musicale : Alfred Newman
- Musique : David Buttolph, Cyril J. Mockridge et Alfred Newman (non crédités)
- Chorégraphie : Seymour Felix
- Direction artistique : Richard Day et Joseph C. Wright
- Décors : Thomas Little
- Costumes : Travis Banton
- Pays de production : États-Unis
- Format : noir et blanc - 35 mm - 1,37:1 - Son mono (Western Electric Mirrophonic Recording)
- Durée : 127 minutes
- Genre : film musical, biographie
- Dates de sortie : 
  - États-Unis : 15 mai 1940 (première à New York)
  - États-Unis : 24 mai 1940 (sortie nationale)
  - France : 26 juin 1942

## Distribution
- Alice Faye : Helen Leonard / Lillian Russell
- Don Ameche : Edward Solomon
- Henry Fonda : Alexander Pollock Moore
- Edward Arnold : Diamond Jim Brady
- Warren William : Jesse Lewisohn
- Leo Carrillo : Tony Pastor
- Helen Westley : Grandma Leonard
- Dorothy Peterson : Cynthia Leonard
- Ernest Truex : Charles Leonard
- Nigel Bruce : William S. Gilbert
- Lynn Bari : Edna McCauley
- Claud Allister : Arthur Sullivan
- Una O'Connor : Marie
- Eddie Foy Jr. : Eddie Foy
- Robert Emmett Keane : le bijoutier
- Robert Homans : le portier du théâtre

Acteurs non crédités
- Paul E. Burns : un soldat
- William Haade : un soldat
- Tom London : Frank
- Frank M. Thomas : un officiel
- Lillian Yarbo : une servante